# Kivijärvi (sjö i Finland, Kajanaland, lat 64,38, long 28,83)
Kivijärvi är en sjö i Finland. Den ligger i kommunen Ristijärvi i landskapet Kajanaland, i den centrala delen av landet, 500 km norr om huvudstaden Helsingfors. Kivijärvi ligger 189,5 meter över havet. Arean är 79,2 hektar och strandlinjen är 9,22 kilometer lång. Sjön  ingår i Uleälvens huvudavrinningsområde. 